# 2013年美國駐土耳其大使館爆炸案
2013年2月1日，一名自殺式爆炸者袭击了美国驻土耳其安卡拉大使館，造成一名保安死亡，另有三人受伤。爆炸袭击发生后，土耳其和美国都谴责了这一恐怖主义行为。

## 袭击

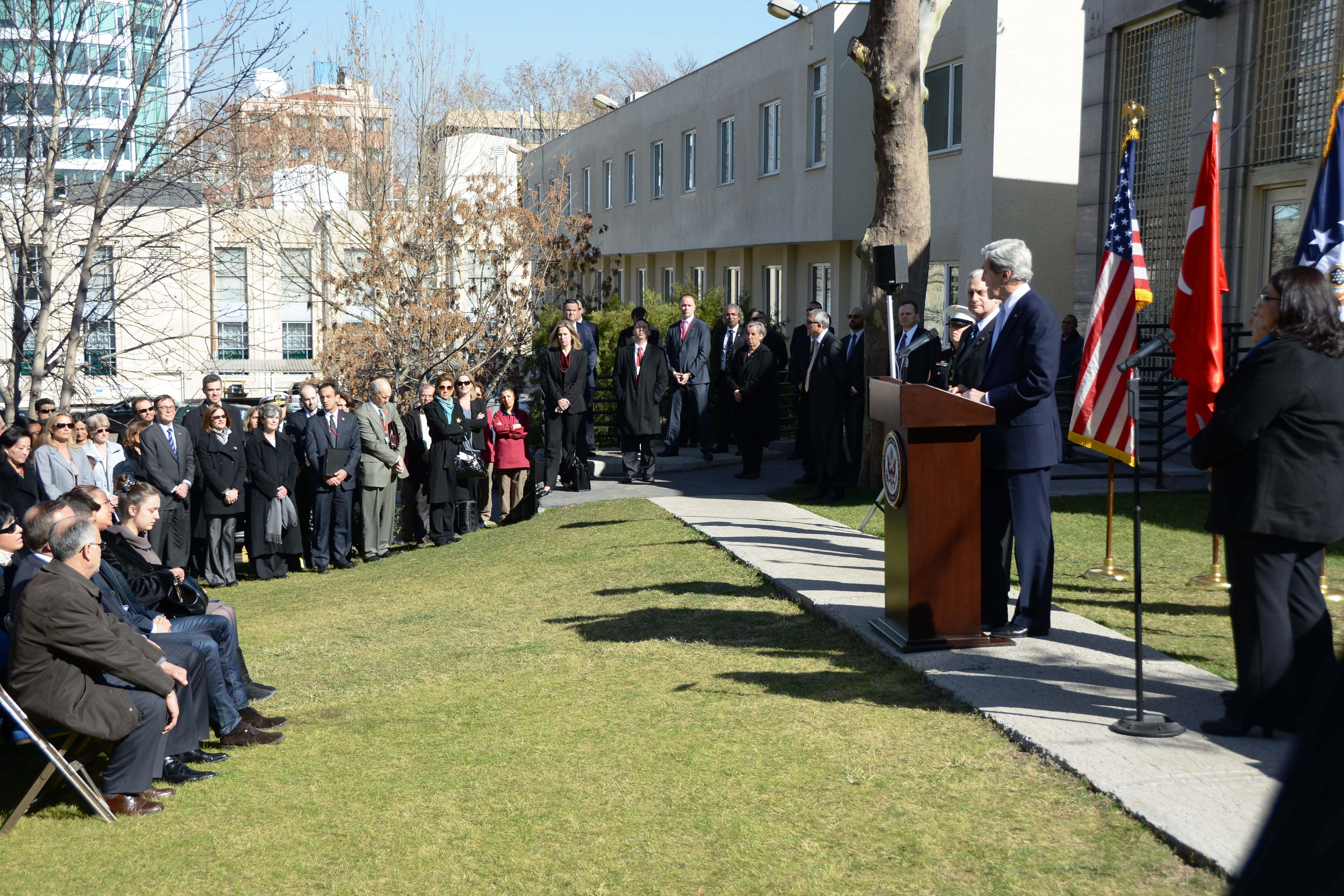
2013年3月1日，美国国务卿约翰·克里在大使馆纪念穆斯塔法·里弗斯的活动上发表讲话。

2013年2月1日，约13:15 EET（11:15 UTC）一名自杀式袭击者在通过美国驻安卡拉大使馆二号入口第一道安检（X光安全检查）时引爆了炸药——6（13磅）三硝基甲苯（TNT）和一枚手榴弹，致一名土耳其保安死亡，三人受伤。將前来办理签证的女记者迪戴姆·通恰伊（Didem Tuncay）炸成重伤，袭击发生后即送往医院抢救。美国驻土耳其大使小弗朗西斯·J.·里恰尔多前往医院看望了迪戴姆·通恰伊，形容她是“最棒的”，他补充道，他认识迪戴姆·通恰伊，本来还打算在大使馆一起喝茶，没想到发生这样的悲剧。里恰尔多大使还赞扬了在爆炸中丧生的当地保安穆斯塔法·里弗斯（Mustafa Akarsu），称他是“为保护使馆工作人员，献出了生命的英雄。”

## 行凶者
马克思列宁主义党派革命人民解放党-阵线——土耳其政府和美国政府所列的恐怖组织——2月2日在其网站上发表声明，声称对袭击负责。声明中还表示，袭击原因是因为土耳其在叙利亚内战中支持反对派。土耳其官方称，袭击者是该组织30岁的成员埃杰维特·桑利（Ecevit Şanlı）。革命人民解放党-阵线在声明中也确认，袭击者就是埃杰维特·桑利，且在袭击中牺牲。桑利曾因1997年使用火焰喷射器参与攻击伊斯坦布尔一家军人招待所，而于1997年至2000年坐牢。有三人因涉嫌参与袭击在伊斯坦布尔和安卡拉被捕。